# Elitedivisionen 2019-20
Elitedivisionen eller Gjensidige Kvindeligaen 2019-20 er den 48. sæson af kvindernes topliga i fodbold i Danmark. Brøndby IF er forsvarende mestre, mens FC Nordsjælland rykkede op i ligaen, for første gang.
Gjensidige Forsikring meddelte 30. juli 2019, at de var ny hoved- og navnesponsor de kommende tre år, under navnet Gjensidige Kvindeliga.
I Maj 2020 blev det annonceret, at Dansk Boldspil-Union havde indgået en Tv-aftale med Discovery, hvor en række kampe vil blive vist på Eurosport 2 og Sport Live, samt streamingtjenesten Dplay.
Fortuna Hjørring blev danske mestre for 11. gang i klubbens historie.
Nicoline Sørensen fra Brøndby IF, blev kåret som årets spiller i kvindeligaen.

## Struktur
Elitedivisionen består af 8 hold. De møder hinanden to gange, i grundspillet, hvilket giver 14 kampe til alle hold i grundspillet. Grundspillet bliver spillet om efteråret. De seks øverste hold går efter grundspillet videre til mesterskabsrunden, hvor holdene tager pointene med over. Her mødes alle hold på både ude- og hjemmebane, hvorefter holdet med flest point kåres som mester. Vinderen og andenpladsen kvalificerer sig til UEFA Champions League ottendedelsfinaler. Der er ingen gældende kvalifikation til europæiske turneringer, for de resterende 4 hold. Mesterskabsrunden bliver spillet i foråret.
De to nederste hold skal spille et nedrykningsspil eller også kaldet kvalifikationsrunde. I kvalifikationsrunden møder de to hold, de to øverste placerende hold fra Pulje 1/Øst og Pulje 2/Vest, fra 1. division. Således udgør de en pulje af seks hold, hvorfra de to hold øverste placerede hold kvalificerer sig til ligaen, sæsonen efter. De resterende fire hold, der ikke kvalificerede sig i kvalifikationsrunden, skal optræde i 1. division, i den efterfølgende sæson. 
Kvalifikationsrunden foregår i foråret, efter at både ligaens grundspil og de to puljer i 1. division, er færdigspillet i efteråret.

## Hold
| Region      | Hold             | By       | Stadion               | Kapacitet |
| ----------- | ---------------- | -------- | --------------------- | --------- |
| Hovedstaden | Brøndby IF       | Brøndby  | Brøndby Stadion       | 29.000    |
| Hovedstaden | BSF Skovlunde    | Ballerup | Ballerup Idrætspark   | 4.000     |
| Hovedstaden | FC Nordsjælland  | Farum    | Farum Park            | 10.300    |
| Syddanmark  | KoldingQ         | Kolding  | Fynske Bank Arena     | 3.000     |
| Syddanmark  | Odense Q         | Odense   | Marienlystcentret     | 1.200     |
| Midtjylland | VSK Aarhus       | Aarhus   | Vejlby Stadion        | 5.200     |
| Nordjylland | Fortuna Hjørring | Hjørring | Nord Energi Arena     | 7.500     |
| Nordjylland | FC Thy-Thisted Q | Thisted  | Sparekassen Thy Arena | 3.000     |

### Personale og sponsorer
| Hold                       | Cheftræner             | Anfører            | Tøjsponsor  | Hovedsponsor                                    |
| -------------------------- | ---------------------- | ------------------ | ----------- | ----------------------------------------------- |
| Brøndby                    | Per Nielsen            | Louise Kristiansen | Hummel      | Arbejdernes Landsbank                           |
| Fortuna Hjørring           | Niclas Hougaard Hansen | Caroline Rask      | New Balance | Sportmaster, Nord Energi                        |
| Ballerup-Skovlunde Fodbold | Kasper Klarskov        | Michelle Madsen    | Joma        | SuperBrugsen, Dystan Rosenberg, Ballerup Bladet |
| FC Nordsjælland            | Brian Sørensen         | Catrine Gryholt    | Nike, Inc.  | Arbejdernes Landsbank, DHL                      |
| FC Thy-Thisted Q           | Torben Overgaard       | Matilde Kjeldgaard | Adidas      | Skyum, Intersport, Armiga A/S                   |
| Kolding Q                  | Anders Jensen          | Louise Eriksen     | Nike, Inc.  | A/S Bolind-Handel                               |
| Odense Q                   | Steen Hansen           | Tenna Kappel       | Joma        | Folkesparekassen                                |
| VSK Aarhus                 | Anders Nim             | Christina Ravn     | Puma        | Bistorante Italia                               |

### Trænerudskiftninger
| Hold                       | Afgående træner     | Årsag                 | Dato for aftrædelse | Afløst af              | Dato for overtagelse | Placering i ligaen |
| -------------------------- | ------------------- | --------------------- | ------------------- | ---------------------- | -------------------- | ------------------ |
| Odense Q                   | Morten Christiansen | Stoppet               | 27. juni 2019       | Steen Hansen           | 1. juli 2019         | Før sæsonstart     |
| Ballerup-Skovlunde Fodbold | Peer Lisdorf        | Fyret                 | 3. oktober 2019     | Kasper Klarskov        | 1. januar 2019       | 8.                 |
| Fortuna Hjørring           | Carrie Kveton       | Skiftede til OL Reign | 24. november 2019   | Niclas Hougaard Hansen | 1. januar 2020       | 1.                 |
| VSK Aarhus                 | Hans Paarup         | Stoppet               | 27. november 2019   | Anders Nim             | 1. januar 2019       | 5.                 |
| Kolding Q                  | Peter Pedersen      | Fyret                 | 3. december 2019    | Anders Jensen          | 1. januar 2020       | 6.                 |

## Indledende runde
Holdene spiller mod hinanden to gange. Top seks går videre til mesterskabsrunden.

| Pos | Hold                       | K  | V | U | T  | M+ | M- | MF  | P  | Kvalifikation    |
| --- | -------------------------- | -- | - | - | -- | -- | -- | --- | -- | ---------------- |
| 1   | Fortuna Hjørring           | 14 | 9 | 3 | 2  | 38 | 17 | +21 | 30 | Mesterskabsrunde |
| 2   | Brøndby IF                 | 14 | 9 | 2 | 3  | 50 | 20 | +30 | 29 | Mesterskabsrunde |
| 3   | FC Nordsjælland            | 14 | 8 | 2 | 4  | 29 | 14 | +15 | 26 | Mesterskabsrunde |
| 4   | FC Thy-Thisted Q           | 14 | 5 | 6 | 3  | 34 | 18 | +16 | 21 | Mesterskabsrunde |
| 5   | VSK Aarhus                 | 14 | 6 | 3 | 5  | 25 | 21 | +4  | 21 | Mesterskabsrunde |
| 6   | KoldingQ                   | 14 | 4 | 3 | 7  | 14 | 30 | −16 | 15 | Mesterskabsrunde |
| 7   | Odense Q                   | 14 | 3 | 1 | 10 | 24 | 49 | −25 | 10 | Nedrykningrunde  |
| 8   | Ballerup-Skovlunde Fodbold | 14 | 1 | 2 | 11 | 12 | 47 | −35 | 5  | Nedrykningrunde  |

## Mesterskabsrunden
Holdene spiller fem kampe. Point blev ikke taget med, men i stedet blev bonuspoint givet efter placeringer. 10 for førsteplads, 8 for andenplads og derefter 6,4,2 og 0.

| Pos | Hold                 | K | V | U | T | M+ | M- | MF | P  | Kvalifikation eller nedrykning     |
| --- | -------------------- | - | - | - | - | -- | -- | -- | -- | ---------------------------------- |
| 1   | Fortuna Hjørring (M) | 5 | 4 | 1 | 0 | 9  | 2  | +7 | 23 | Kvalifikation til Champions League |
| 2   | Brøndby              | 5 | 4 | 1 | 0 | 8  | 2  | +6 | 21 | Kvalifikation til Champions League |
| 3   | FC Nordsjælland      | 5 | 2 | 0 | 3 | 6  | 7  | −1 | 12 |                                    |
| 4   | FC Thy-Thisted Q     | 5 | 1 | 0 | 4 | 3  | 8  | −5 | 7  |                                    |
| 5   | KoldingQ             | 5 | 2 | 0 | 3 | 5  | 4  | +1 | 6  |                                    |
| 6   | VSK Aarhus           | 5 | 1 | 0 | 4 | 7  | 15 | −8 | 5  |                                    |

## Kvalifikationsrunde
Holdene spiller i alt fem kampe. Alle hold er blevet nulstillet med 0 point, til og med startdatoen.

| Pos | Hold                       | K | V | U | T | M+ | M- | MF  | P  | Kvalifikation eller nedrykning            |
| --- | -------------------------- | - | - | - | - | -- | -- | --- | -- | ----------------------------------------- |
| 1   | HB Køge                    | 5 | 5 | 0 | 0 | 13 | 1  | +12 | 15 | Kvalifikation til Elitedivisionen 2020-21 |
| 2   | AaB                        | 5 | 4 | 0 | 1 | 12 | 6  | +6  | 12 | Kvalifikation til Elitedivisionen 2020-21 |
| 3   | Odense Q                   | 5 | 2 | 1 | 2 | 12 | 9  | +3  | 7  |                                           |
| 4   | B.93                       | 5 | 2 | 0 | 3 | 8  | 10 | −2  | 6  |                                           |
| 5   | Vildbjerg SF               | 5 | 1 | 1 | 3 | 6  | 11 | −5  | 4  |                                           |
| 6   | Ballerup-Skovlunde Fodbold | 5 | 0 | 0 | 5 | 3  | 17 | −14 | 0  |                                           |

## Statistik

### Topscorere
Oversigten er opdateret til og med 28. juni 2019.
| Nr. | Spiller            | Klub             | Mål |
| --- | ------------------ | ---------------- | --- |
| 1   | Nicoline Sørensen  | Brøndby IF       | 16  |
| 2   | Caroline Møller    | Fortuna Hjørring | 12  |
| 3   | Nanna Christiansen | Brøndby IF       | 11  |
| 4   | Rikke Dybdahl      | Odense Q         | 9   |
| 4   | Sanni Franssi      | Fortuna Hjørring | 9   |
| 6   | Camilla Kur Larsen | FC Nordsjælland  | 8   |
| 7   | Tenna Kappel       | Odense Q         | 7   |
| 7   | Cecilie Fløe       | Odense Q         | 7   |
| 9   | Louise Winter      | Brøndby IF       | 6   |
| 9   | Malene Sørensen    | FC Thy-Thisted Q | 6   |

| Nr. | Spiller                | Klub             | Mål |
| --- | ---------------------- | ---------------- | --- |
| 1   | Nicoline Sørensen      | Brøndby IF       | 16  |
| 2   | Nanna Christiansen     | Brøndby IF       | 14  |
| 3   | Caroline Møller        | Fortuna Hjørring | 14  |
| 4   | Sanni Franssi          | Fortuna Hjørring | 10  |
| 5   | Rikke Dybdahl          | FC Thy-Thisted Q | 9   |
| 6   | Sarah Dyrehauge Hansen | FC Thy-Thisted Q | 8   |
| 7   | Emma Snerle            | Fortuna Hjørring | 6   |
| 7   | Olivia Holdt           | VSK Aarhus       | 6   |
| 7   | Louise Kristiansen     | Brøndby IF       | 6   |
| 7   | Janni Thomsen          | VSK Aarhus       | 6   |

### Månedens spiller
| Måned     | Månedensspiller        | Månedensspiller  |
| Måned     | Spiller                | Klub             |
| --------- | ---------------------- | ---------------- |
| August    | Nicoline Sørensen      | Brøndby IF       |
| September | Cecilie Fløe           | Odense Q         |
| Oktober   | Caroline Møller Hansen | Fortuna Hjørring |
| November  | Emma Snerle            | Fortuna Hjørring |
| Juni      | Lene Christensen       | KoldingQ         |

### Årets hold
Årets hold blev offentliggjort 7. juni 2020, på kvindeligaens officielle Instagram.
| Målvogter        | Forsvarsspillere                      | Midtbanespillere                                      | Angribere                                                   |
| ---------------- | ------------------------------------- | ----------------------------------------------------- | ----------------------------------------------------------- |
| Lene Christensen | Emma Færge Sara Holmgaard Sara Thrige | Olivia Holdt Emma Snerle Louise Winter Josefine Hasbo | Caroline Møller Hansen Nanna Christiansen Nicoline Sørensen |